# Petzval (cráter)

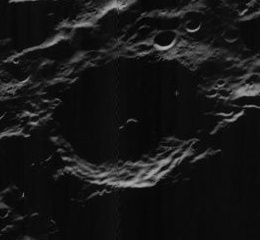
Imagen oblicua de la misión Lunar Orbiter 5, mirando al oeste

Petzval es un cráter de impacto que se encuentra en las latitudes sur de la cara oculta de la Luna. Este cráter se localiza al sur del cráter de mayor tamaño Lippmann, y al norte de Doerfel. Recibió este nombre en memoria del inventor húngaro de origen familiar alemán József Miksa Petzval.
Se trata de una formación moderadamente desgastada, con perfiles redondeados y poco definidos debido a la erosión generada por otros impactos. Solamente se localizan algunos pequeños cratercillos en algunas partes del borde y de la pared interna. Algunas estructuras aterrazadas casi derruidas aparecen en zonas de la pared interior situadas al este y al sur. Dentro del interior se localizan pequeños cráteres en las secciones sudoeste y noreste del suelo. Cerca del punto medio muestra un pico central desgastado.
Petzval se encuentra al suroeste de la Cuenca Mendel-Rydberg, una depresión formada por un impacto de 630 km de diámetro del Período Nectárico, y en el margen sureste de la Cuenca Aitken, del Período Pre-Nectárico.

## Cráteres satélite
Por convención estos elementos son identificados en los mapas lunares poniendo la letra en el lado del punto medio del cráter que está más cercano a Petzval.
|         | \| Petzval \| Coordenadas \| Diámetro \| \| ------- \| -------------------------------- \| -------- \| \| C \| 60°18′S 107°48′O / -60.3, -107.8 \| 52 km \| \| D \| 60°12′S 105°54′O / -60.2, -105.9 \| 23 km \| |          |
| Petzval | Coordenadas | Diámetro |
| C       | 60°18′S 107°48′O / -60.3, -107.8 | 52 km    |
| D       | 60°12′S 105°54′O / -60.2, -105.9 | 23 km    |